# Picot de Cailliaud
El picot de Cailliaud (Campethera cailliautii) és una espècie d'ocell de la família dels pícids (Picidae) que habita clarianes dels boscos, palmerars, i matolls xèrics al sud del Sudan, el Sudan del Sud, sud-oest d'Etiòpia, sud de Somàlia, centre i sud de Kenya, Ruanda, Burundi, oest i sud d'Uganda, Tanzània, Zàmbia, est de Zimbàbue, sud de Moçambic i nord-oest, nord i est d'Angola i sud, est i sud-est del República Democràtica del Congo.